# Chalcides ragazzii
Espèce
Synonymes
- Chalcides ocellatus var. ragazzii Boulenger, 1890
- Chalcides ocellatus var. humilis Boulenger, 1896
- Chalcides humilis Boulenger, 1896

Chalcides ragazzii est une espèce de sauriens de la famille des Scincidae.

## Répartition
Cette espèce se rencontre au Niger, dans le nord de la Somalie, dans le Nord du Kenya, en Éthiopie et en Érythrée. Sa présence est incertaine au Soudan et au Soudan du Sud.

## Étymologie
Cette espèce est nommée en l'honneur de Vincenzo Ragazzi (1856-1929).

## Publication originale
- Boulenger, 1890 : On the varieties of Chalcides ocellatus, Forsk. Annals and magazine of natural history, sér. 6, vol. 5, p. 444-445 (texte intégral).